# شورلت برتا
شورلت برتا (به انگلیسی: Chevrolet Beretta) خودرویی است که در سال‌های ۱۹۸۷ تا ۱۹۹۶در ویلمینگتن، ایالات متحده آمریکا و ایالات متحده آمریکا تولید شده‌است. طراحی آن موتور جلو-محور جلو بوده است. سیستم جعبه‌دندهٔ آن ۵ و ۴ دنده به دو صورت خودکار و دستی است.